# Vicente Ithier
Vicente Ithier, né le 22 avril 1962, est un ancien joueur portoricain de basket-ball. 